# 3Р95 (радиолокационная станция)
3Р95 (обозначение НАТО — англ. Cross Sword) — советская и российская радиолокационная станция сопровождения и подсветки цели корабельного зенитного ракетного комплекса «Кинжал».

## Конструкция
Основная антенна представляет собой круглую фазированную решётку диаметром около 2,5 м с вынесенным перед ней рупорным облучателем. Угол возвышения антенны фиксирован, наведение по азимуту осуществляется посредством вращения антенного поста вокруг вертикальной оси. Предположительно, основная решётка является активным отражателем, адаптивно изменяющим фазу отражённого сигнала, что по сравнению с западными ФАР типа AN/SPY-1 на основе активных излучателей обеспечивает менее сложную конструкцию фидерной системы и меньшую мощность излучателя. Аналогичный принцип положен в основу РЛС 3Р41 ЗРК «Форт».
В верхней части антенного поста размещены «спина к спине» две вращающиеся параболические антенны, выполняющие функцию обзорного радара. Каждый отражатель двойной, обеспечивающий одновременное формирование двух лучей разной поляризации, сдвинутых на небольшой угол в вертикальной плоскости, и благодаря этому — точное моноимпульсное определение угла места воздушной цели. Высокая скорость вращения антенны способствует быстрой реакции на малоразмерные низколетящие цели, обнаруживаемые на небольшом расстоянии.
Небольшие антенны системы радиолокационного опознавания «свой-чужой» расположены в верхней части каждой из двух обзорных антенн.
Несколько выше основной решётки расположены под колпаками две небольшие антенны, сонаправленные с основной решёткой. Предположительно, одна из них — передатчик радиокоманд для ракеты, вторая — фазированная решётка для сопровождения ракет. Ниже основной решётки расположены два электрооптических визира.
Количество одновременно обстреливаемых целей — 4, количество одновременно наводимых на цели ракет — 8 (до двух ракет, наводимых одновременно на одну цель).

## Установки на кораблях
- БПК проекта 1155
- БПК проекта 1155.1 «Адмирал Чабаненко»
- TAKP «Адмирал Горшков»
- TAKP «Адмирал Кузнецов»
- TAPKP «Пётр Великий»
- TAKP «Варяг» (план)
- TAKP «Ульяновск» (план)

## Фото

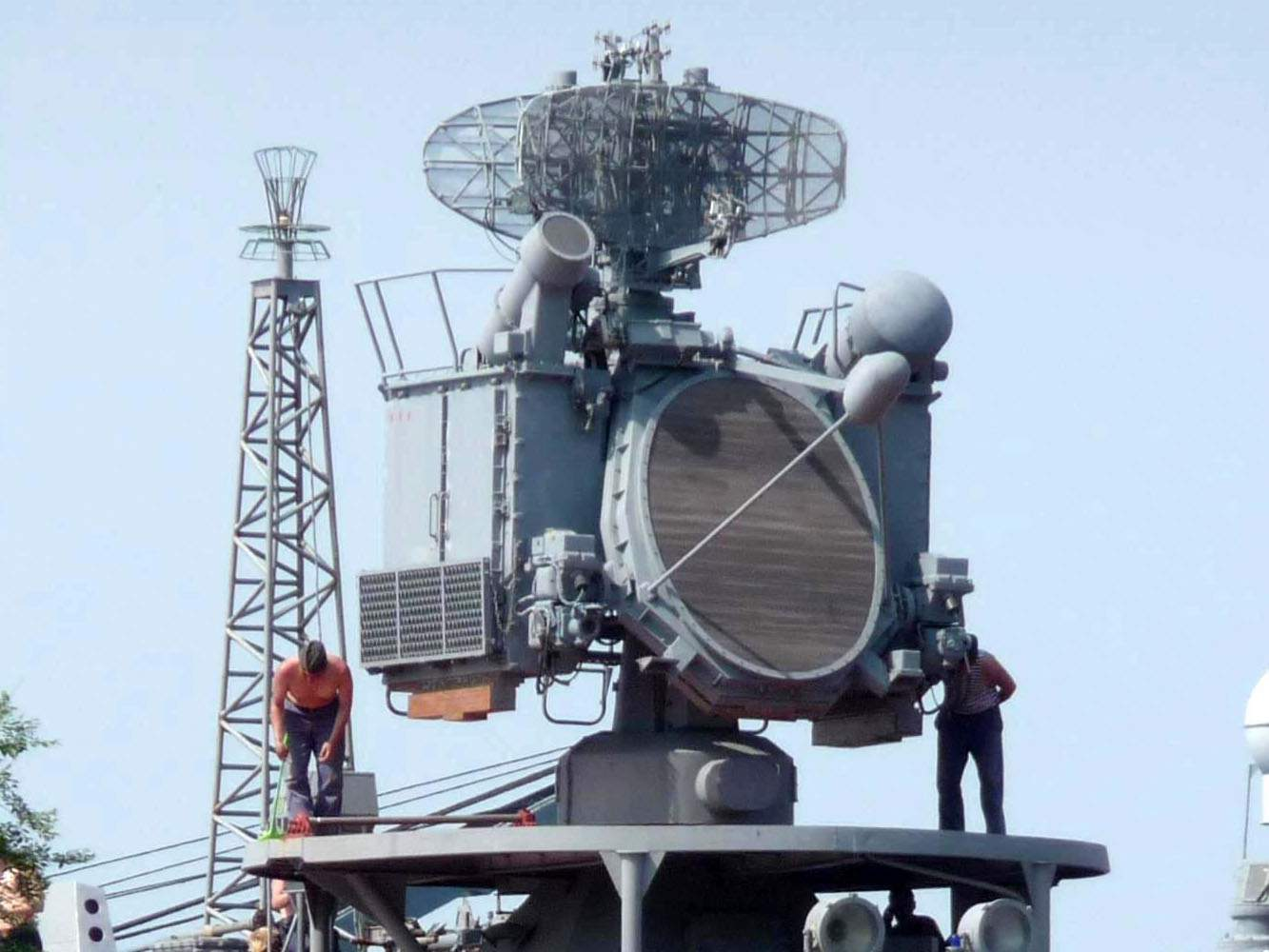
РЛС 3Р95 на БПК «Адмирал Виноградов»